# Sauvigney-lès-Pesmes
Pour les articles homonymes, voir Sauvigney.
Sauvigney-lès-Pesmes est une commune française située dans le département de la Haute-Saône, la région culturelle et historique de Franche-Comté et la région administrative Bourgogne-Franche-Comté.

## Géographie

### Climat
Pour des articles plus généraux, voir Climat de la Bourgogne-Franche-Comté et Climat de la Haute-Saône.
En 2010, le climat de la commune est de type climat des marges montargnardes, selon une étude du Centre national de la recherche scientifique s'appuyant sur une série de données couvrant la période 1971-2000. En 2020, Météo-France publie une typologie des climats de la France métropolitaine dans laquelle la commune est exposée à un climat semi-continental et est dans la région climatique  Lorraine, plateau de Langres, Morvan, caractérisée par un hiver rude (1,5 °C), des vents modérés et des brouillards fréquents en automne et hiver. 
Pour la période 1971-2000, la température annuelle moyenne est de 10,5 °C, avec une amplitude thermique annuelle de 17,4 °C. Le cumul annuel moyen de précipitations est de 938 mm, avec 12,5 jours de précipitations en janvier et 8,5 jours en juillet. Pour la période 1991-2020, la température moyenne annuelle observée sur la station météorologique de Météo-France la plus proche, « Cugney », sur la commune de Cugney à 13 km à vol d'oiseau, est de 11,2 °C et le cumul annuel moyen de précipitations est de 958,2 mm. 
La température maximale relevée sur cette station est de 40 °C, atteinte le 31 juillet 2020 ; la température minimale est de −17 °C, atteinte le 20 décembre 2009,,. 
Les paramètres climatiques de la commune ont été estimés pour le milieu du siècle (2041-2070) selon différents scénarios d'émission de gaz à effet de serre à partir des nouvelles projections climatiques de référence DRIAS-2020. Ils sont consultables sur un site dédié publié par Météo-France en novembre 2022.

## Urbanisme

### Typologie
Au 1er janvier 2024, Sauvigney-lès-Pesmes est catégorisée commune rurale à habitat dispersé, selon la nouvelle grille communale de densité à sept niveaux définie par l'Insee en 2022.
Elle est située hors unité urbaine. Par ailleurs la commune fait partie de l'aire d'attraction de Gray, dont elle est une commune de la couronne,. Cette aire, qui regroupe 63 communes, est catégorisée dans les aires de moins de 50 000 habitants,.

### Occupation des sols
L'occupation des sols de la commune, telle qu'elle ressort de la base de données européenne d’occupation biophysique des sols Corine Land Cover (CLC), est marquée par l'importance des territoires agricoles (52,1 % en 2018), une proportion identique à celle de 1990 (52,1 %). La répartition détaillée en 2018 est la suivante : 
forêts (43,8 %), terres arables (34 %), prairies (18 %), zones urbanisées (4 %), milieux à végétation arbustive et/ou herbacée (0,1 %). L'évolution de l’occupation des sols de la commune et de ses infrastructures peut être observée sur les différentes représentations cartographiques du territoire : la carte de Cassini (XVIIIe siècle), la carte d'état-major (1820-1866) et les cartes ou photos aériennes de l'IGN pour la période actuelle (1950 à aujourd'hui).

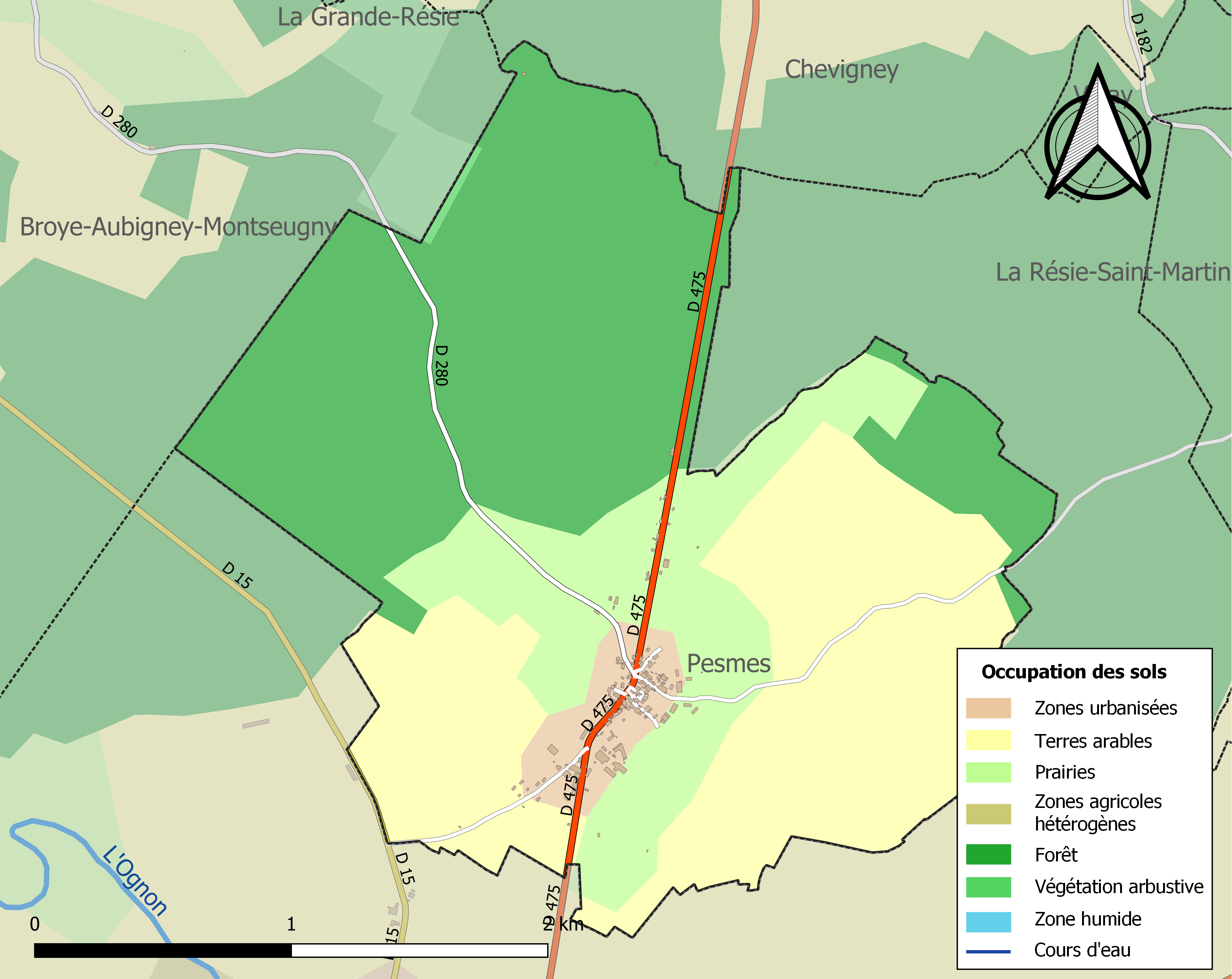
Carte des infrastructures et de l'occupation des sols de la commune en 2018 (CLC).

## Histoire
Sauvigney faisait partie de la terre de Pesmes, érigée en marquisat de la Baume Montrevel en 1754.
Sauvigney était une annexe de Broye, membre de la commanderie de Sales-Montseugney des Hospitaliers de Saint-Jean de Jérusalem puis de Malte.

## Politique et administration

### Rattachements administratifs et électoraux
La commune fait partie de l'arrondissement de Vesoul du département de la Haute-Saône, en région Bourgogne-Franche-Comté. Pour l'élection des députés, elle dépend de la première circonscription de la Haute-Saône.
Elle faisait partie depuis 1793 du canton de Pesmes. Dans le cadre du redécoupage cantonal de 2014 en France, la commune est désormais rattachée au canton de Marnay.

### Intercommunalité
La commune était le siège de la petite communauté de communes du val de Pesmes, créée par un arrêté préfectoral du 12 décembre 2002, et qui prenait la suite du Syndicat intercommunal de développement et d’aménagement du canton de Pesmes.
Dans le cadre des dispositions de la loi portant nouvelle organisation territoriale de la République (Loi NOTRe) du 7 août 2015, qui prévoit que les établissements publics de coopération intercommunale (EPCI) à fiscalité propre doivent avoir un minimum de 15 000 habitants (et 5 000 habitants en zone de montagnes), le préfet de la Haute-Saône a présenté en octobre 2015 un projet de révision du schéma départemental de coopération intercommunale (SDCI) qui prévoit notamment la scission de cette communauté de communes et le rattachement de certaines de ses communes à la communauté de communes du Val marnaysien et les autres communes à celle du Val de Gray,.
Malgré l'opposition du Val de Pesmes, le SDCI définitif, approuvé par le préfet le 30 mars 2016, a prévu l'extension : 
- du Val Marnaysien aux communes de Bard-lès-Pesmes, Berthelange, Brésilley, Chancey, Chaumercenne, Courcelles-Ferrières, Corcondray, Etrabonne, Ferrières-les-Bois, Malans, Mercey-le-Grand, Montagney, Motey-Besuche, Villers-Buzon, portant le nouvel ensemble à 13 784 habitants, selon le recensement de 2013 ;
- Val de Gray aux communes d'Arsans, Broye-Aubigney-Montseugny, Chevigney, La Grande-Résie, La Résie-Saint-Martin, Lieucourt, Pesmes, Sauvigney-lès-Permes, Vadans, Valay et Venère, portant le nouvel ensemble à 20 807 habitants[18].

C'est ainsi que la commune est désormais membre depuis le  1er janvier 2017 de la Communauté de communes Val de Gray.

### Liste des maires
| Période                                  | Période   | Identité        | Étiquette | Qualité |
| ---------------------------------------- | --------- | --------------- | --------- | --- |
| Les données manquantes sont à compléter. |           |                 |           | |
| 1989                                     | 1995      | Michel Tupin    |           | |
| 1995                                     | 2008      | Didier Duvernoy |           | |
| mars 2008                                | juin 2020 | Roland Seyfritz |           | Retraité de l’éducation nationale Vice-président de la CC du val de Pesmes (2014 → ) Réélu pour le mandat 2014-2020 |
| juin 2020                                | En cours  | Lydia Pecquery  |           | |

## Démographie
L'évolution du nombre d'habitants est connue à travers les recensements de la population effectués dans la commune depuis 1793. Pour les communes de moins de 10 000 habitants, une enquête de recensement portant sur toute la population est réalisée tous les cinq ans, les populations de référence des années intermédiaires étant quant à elles estimées par interpolation ou extrapolation. Pour la commune, le premier recensement exhaustif entrant dans le cadre du nouveau dispositif a été réalisé en 2006.

En 2022, la commune comptait 158 habitants, en évolution de +8,97 % par rapport à 2016 (Haute-Saône : −1,4 %, France hors Mayotte : +2,11 %).
| 1793 | 1800 | 1806 | 1821 | 1831 | 1836 | 1841 | 1846 | 1851 |
| ---- | ---- | ---- | ---- | ---- | ---- | ---- | ---- | ---- |
| 212  | 322  | 301  | 304  | 308  | 358  | 355  | 344  | 336  |

| 1856 | 1861 | 1866 | 1872 | 1876 | 1881 | 1886 | 1891 | 1896 |
| ---- | ---- | ---- | ---- | ---- | ---- | ---- | ---- | ---- |
| 358  | 368  | 334  | 314  | 319  | 249  | 264  | 250  | 246  |

| 1901 | 1906 | 1911 | 1921 | 1926 | 1931 | 1936 | 1946 | 1954 |
| ---- | ---- | ---- | ---- | ---- | ---- | ---- | ---- | ---- |
| 240  | 222  | 209  | 198  | 190  | 164  | 166  | 178  | 217  |

| 1962 | 1968 | 1975 | 1982 | 1990 | 1999 | 2006 | 2011 | 2016 |
| ---- | ---- | ---- | ---- | ---- | ---- | ---- | ---- | ---- |
| 233  | 202  | 169  | 139  | 134  | 153  | 172  | 172  | 145  |

| 2021 | 2022 | - | - | - | - | - | - | - |
| ---- | ---- | - | - | - | - | - | - | - |
| 150  | 158  | - | - | - | - | - | - | - |

## Culture locale et patrimoine

### Lieux et monuments
- Mairie, du XIXe siècle[24].
- École communale du début du XIXe siècle[25].
- Église paroissiale Saint-Pierre et Saint-Paul construite vers 1777, d'après les plans d'Anatole Amoudru[26].
- Fontaine et lavoir, du début du XIXe siècle[27].
- Croix de chemin de 1730[28] et de 1828[29].
- Croix de cimetière de 1861[30].
- Maisons et fermes des XVIIIe  et  XIXe siècle[31].

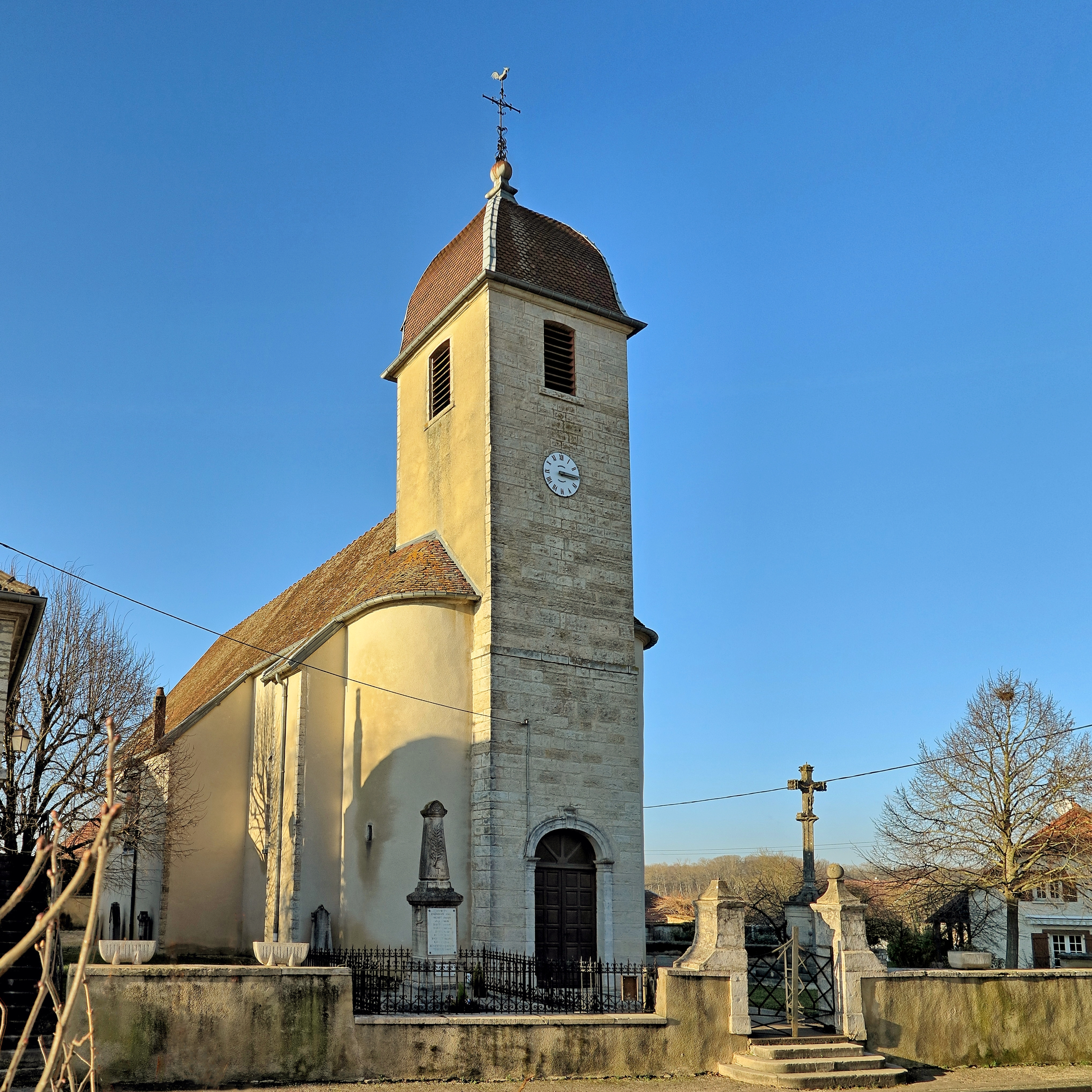
l'église.
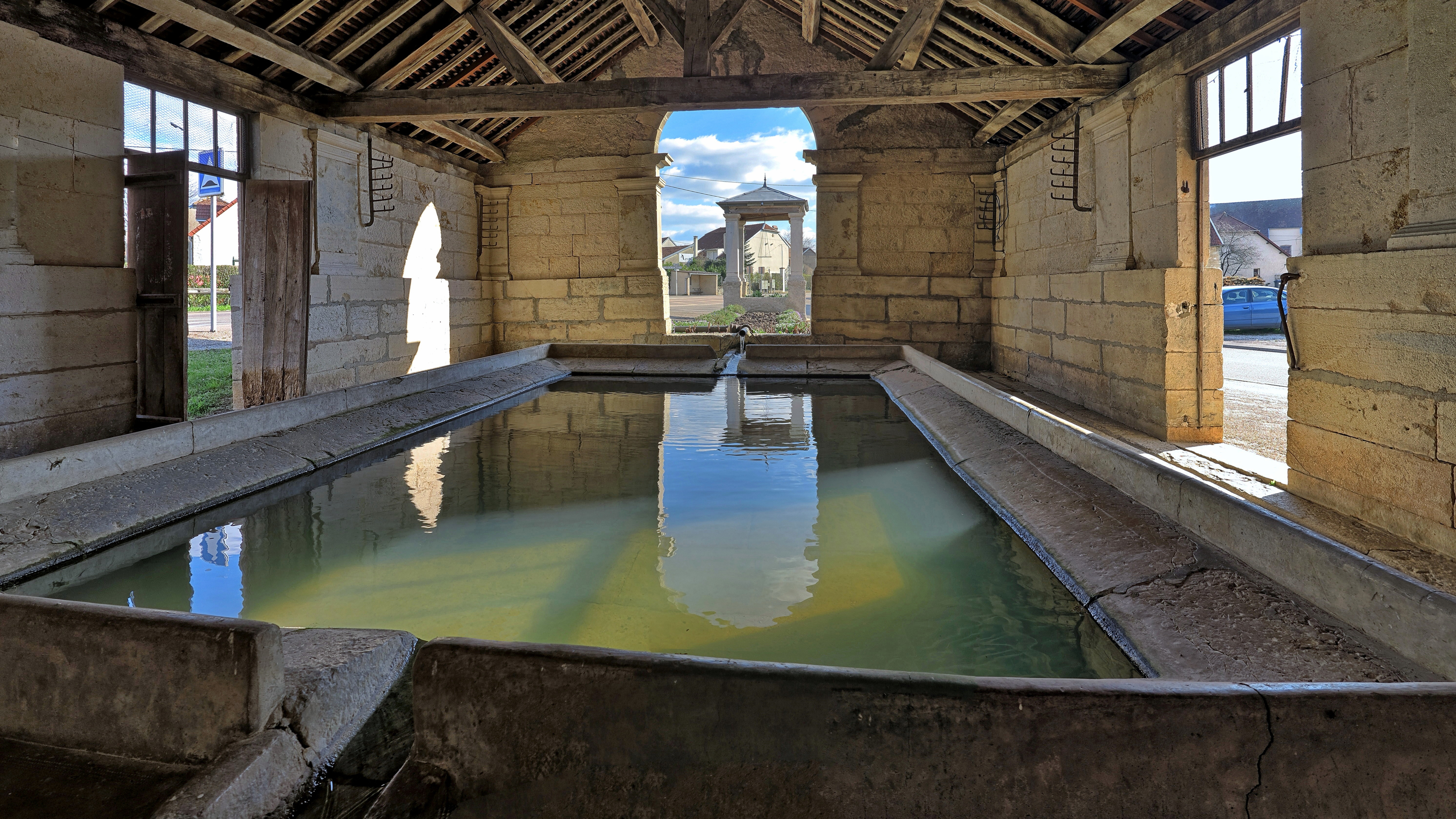
Le bassin du lavoir.

### Héraldique
| Blason de Sauvigney-lès-Pesmes | Blason  | Palé d'argent et d'azur, à la bande de gueules brochante et chargée de trois clous de la Passion d'or posés à plomb. |
| Blason de Sauvigney-lès-Pesmes | Détails | Le statut officiel du blason reste à déterminer.                                                                     |